# تیم کالینز

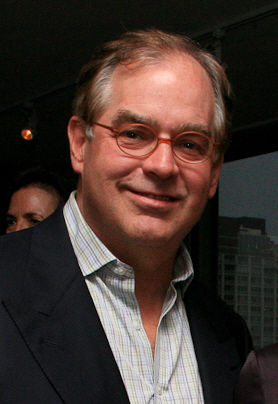
تیم کالینز در نیویورک، مه ۲۰۱۱ میلادی

تیموتی سی. کالینز (Timothy C. Collins)، متولد ۱۹۵۶ میلادی، بنیان‌گذار، مدیر ارشد و رئیس اجرائی شرکت ریپلوود هلدینگ LLC است. وی همچنین عضو هیئت مدیره سیتی‌گروپ می‌باشد. کالینز رئیس چندین شرکت سهامی عام و برخی شرکت‌های شخصی فرعی ریپلوود است.

## تاریخچه و تحصیلات
کالینز در فرانکفورت، کنتاکی متولد شد. او مدرک BA خود را در رشته فلسفه از دانشگاه دیپاو (۱۹۷۸) به‌دست آورده و یک مدرک مدیریت ارشد کسب‌وکار از مدرسه مدیریت ییل دارد.
او پیشه خود در حوزه‌های مالی، بازاریابی و تولید را از شرکت موتورهای کامینز آغاز کرد. از ۱۹۸۱ تا ۱۹۸۴ میلادی، او در شرکت مشاوره مدیریتی «بوز & کامپانی» که در حوزه‌های مأموریت استراتژیک و عملیاتی با شرکت‌های بزرگ صنعتی و مالی تخصص دارد، کار کرد. او نایب‌رئیس شرکت لازارد فریریس در نیویورک شده و بعداً شعبه اونکس کورپوریشن در نیویورک را هدایت نمود. وی همچنین در هیئت مدیره بیشتر شرکت‌ها از جمله اسبری اتوموتیو، شینسئی بانک، ادونسد اوتو و شرکت خدمات اجاره‌ای خدمت کرد.

## خدمات عام‌المنفعه
او در فعالیت‌های متعدد غیرانتفاعی و سکتور همگانی دخیل بوده‌است، از جمله شورای تجاری ایالات متحده و ژاپن، کمیسیون سه جانبه، کمیسیون سکتور خصوصی/دولت ایالات متحده-ژاپن، هیئت مشورتی مدرسه ییل دیوینیتی، موزه دوستان آمریکایی بریتانیا، یادو، هیئت یونایتد برای تحصیلات عالی مسیحی در آسیا، تراوت ان‌لمیتد، لینوکس هیل نیبرهوود هاوس و بنیاد مذهبی تونی بلیر. در ۲۰۱۲ میلادی، او به عنوان رئیس هیئت مشورتی مدرسه مدیریت ییل گماشته شد.

## تمجیدها
مجله بیزنس‌ویک در ۲۰۰۴ میلادی، کالینز را یکی از «۲۵ ستاره آسیا: رهبرانی در خط مقدم تغییر» عنوان کرد.

## زندگی شخصی
کالینز متأهل است و سه فرزند دارد.